# Föritz
Föritz är en ortsteil i staden Föritztal i Landkreis Sonneberg i förbundslandet Thüringen i Tyskland. Föritz var en kommun fram till den 6 juli 2018 när den uppgick i Föritztal. Föritz hade 3 404 invånare 2018.